# František Josef z Valdštejna
František Josef Oktavián Ladislav hrabě z Valdštejna (25. října 1680 Mnichovo Hradiště – 24. února 1722 Praha) byl český šlechtic ze starobylého rodu Valdštejnů. Postupně zastával různé úřady v zemské správě Českého království, byl též moravským zemským hejtmanem. Vlastnil rozsáhlé statky v severních a středních Čechách, jeho hlavním sídlem byl zámek v Mnichově Hradišti.

## Mládí a kariéra

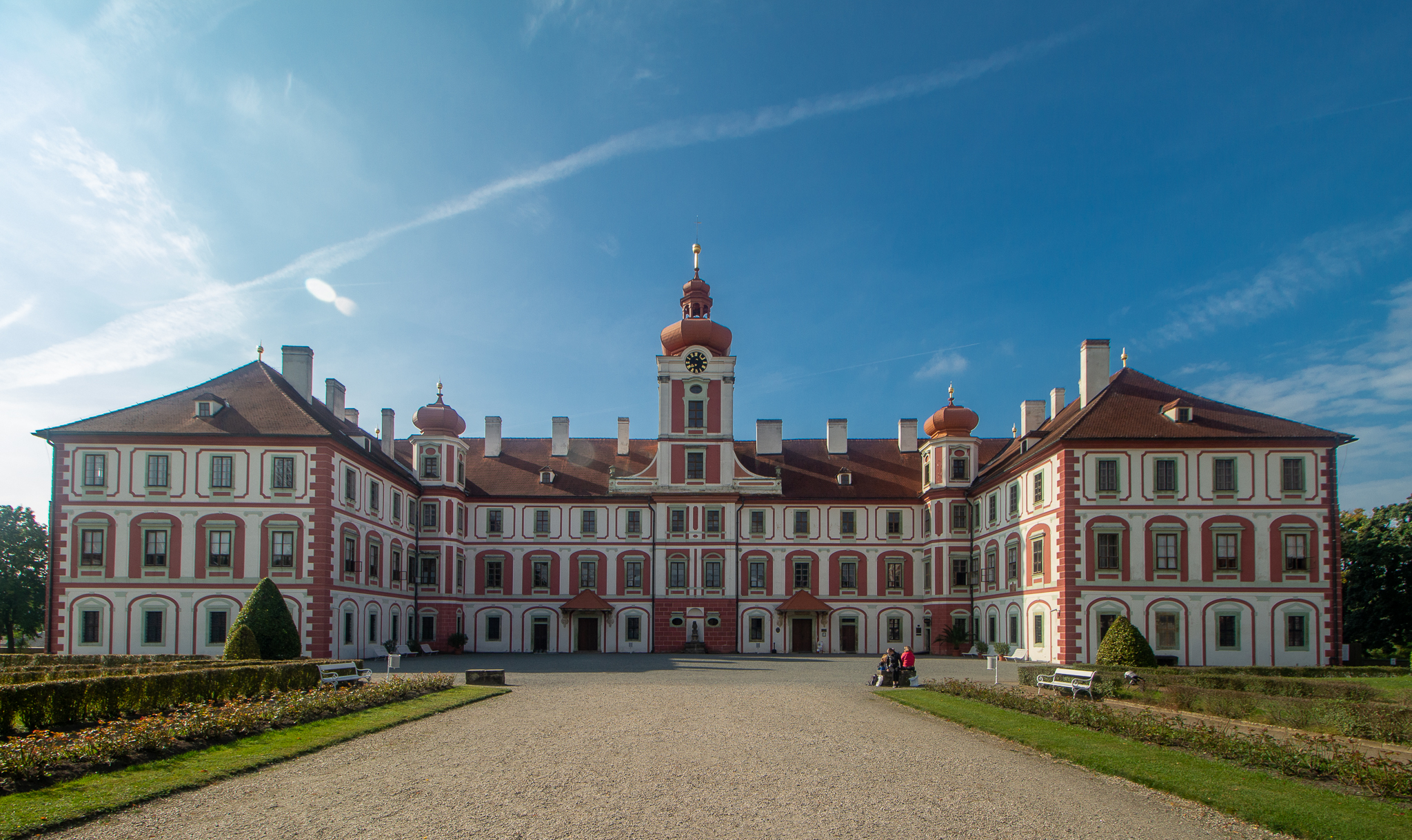
Zámek v Mnichově Hradišti, hlavní rodové sídlo Valdštejnů

Pocházel z tzv. hrádecké větve Valdštejnů, narodil se na hlavním rodovém sídle v Mnichově Hradišti jako starší syn Arnošta Josefa z Valdštejna (1654–1708), který byl jedním z největších pozemkových vlastníků v Českém království. Absolvoval tradiční kavalírskou cestu, na Karlově univerzitě vystudoval filozofii a práva, ovládal češtinu, němčinu, francouzštinu a latinu. Právo se pak stalo jeho oblíbeným oborem, který zužitkoval ve výkonu státních úřadů.
V roce 1703 byl jmenován císařským komorníkem, jeho další kariéra měla však pomalý průběh. Po smrti otce patřil k nejbohatším barokním velmožům v Čechách, v Praze ve Valdštejnském paláci i na svých venkovských sídlech pořádal řadu společenských akcí. Jako poručník hrabat Černínů v roce 1712 v jejich rodové rezidenci v Jindřichově Hradci hostil císaře Karla VI., téhož roku byl pověřen organizací návštěvy polského krále Augusta II. v Karlových Varech.
V letech 1710–1711 a 1715 byl principiálním komisařem na českém zemském sněmu, dále byl královským místodržícím a přísedícím zemského soudu, v letech 1714–1719 byl nejvyšším dvorským sudím. V roce 1718 byl jmenován císařským tajným radou a v dubnu 1719 zemským hejtmanem na Moravě. Uvedení do nejvyššího úřadu zemské správy na Moravě bylo překvapením i pro současníky a dodnes nebyly v literatuře zcela objasněny motivy. Sám František Josef nejevil o působení na Moravě zájem, neměl potřebné znalosti o fungování moravské zemské správy a postrádal důležité kontakty. V Brně nezískal potřebnou autoritu a svou aktivitu v úřadu omezil na nejnutnější úkony. Již krátce po nástupu do funkce chtěl rezignovat, což ale císař Karel VI. nepřijal, nakonec úřad opustil o rok později ze zdravotních důvodů.

## Majetkové poměry

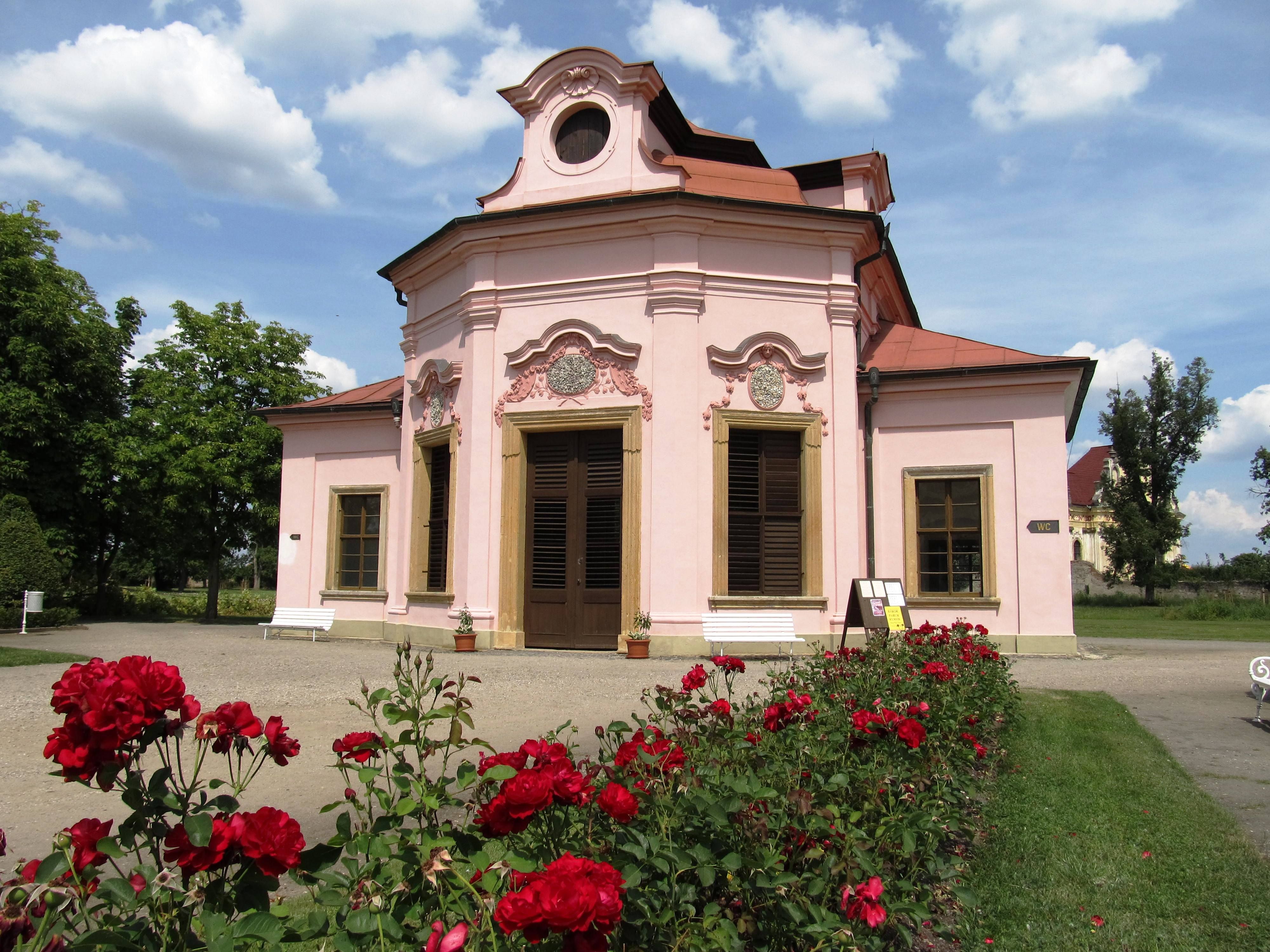
Sala terrena na zámku v Mnichově Hradišti postavená v letech 1709–1711

Po otcově úmrtí (1708) si s bratrem Janem Josefem rozdělil dědictví, převzal Mnichovo Hradiště, Hrubou Skálu, Doksy, Bělou pod Bezdězem a Zvířetice. Své severočeské dominium rozšířil nákupy několika menších statků (Byšice, 1713; Malobratřice, 1719). Po požáru Hrubé Skály v roce 1710 nechal zdejší zámek opravit do původní podoby z éry Smiřických, v roce 1711 postavil lovecký zámek v Maníkovicích poblíž Mnichova Hradiště. Ve stejné době byl zámecký areál v Mnichově Hradišti rozšířen o salu terrenu (1709–1711). V roce 1713 od svého vzdáleného bratrance získal panství Komorní Hrádek, téhož roku z pozůstalosti bratrance Karla Arnošta koupil panství Svijany. Po Karlu Arnoštovi také na základě stanov seniorátního fideikomisu zdědil panství Třebíč. Na svých statcích se František Josef z Valdštejna potýkal s problémy s poddanými, několikrát se s ním o svá práva soudili například měšťané z Turnova, Valdštejn ale díky svému postavení a kontaktům v nejvyšších soudních instancích každý spor vyhrál. Naopak v Bělé pod Bezdězem potvrdil privilegia (1708) a ukončil starý spor mezi městem a vrchností.

## Rodina

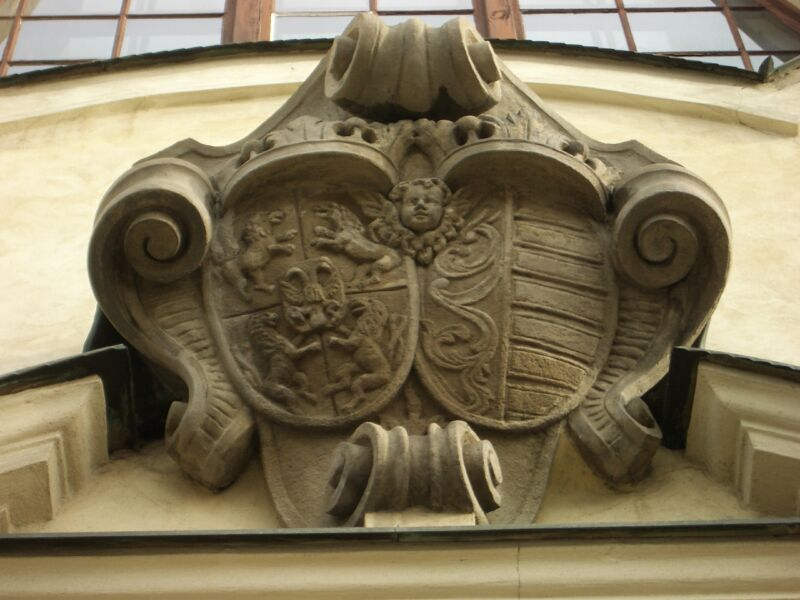
Alianční erb Františka Josefa z Valdštejna a jeho manželky Marie Markéty Černínové nad vstupem do kostela Panny Marie v Praze

V katedrále sv. Víta v Praze se 17. listopadu 1704 oženil s Marií Markétou Černínovou z Chudenic (1689–1725), dcerou nejvyššího purkrabího Heřmana Jakuba Černína. Tento předem plánovaný sňatek měl posílit mocenské ambice Černínů a Valdštejnů, namířen byl především proti vzestupu Kinských. Marie Markéta po otcově smrti převzala poručnickou správu nad dědictvím nezletilých bratrů (František Josef a František Antonín) a po roce 1710 tak spolu s manželem vládla nad největším majetkem v Čechách. Na hlavním rodovém sídle Černínů v Jindřichově Hradci hostil František Josef v roce 1712 císaře Karla VI., který byl tehdy na cestě za Španělska do Vídně. Jako spoluporučník nechal František Josef dokončit výstavbu zámku v Hoříně (1713–1720).
Z jejich manželství pocházelo šest dětí, čtyři zemřely v dětském věku. Synové František Arnošt (1705–1748) a František Josef (1709–1771) založili dvě nové rodové větve, mnichovohradištskou a duchcovskou.

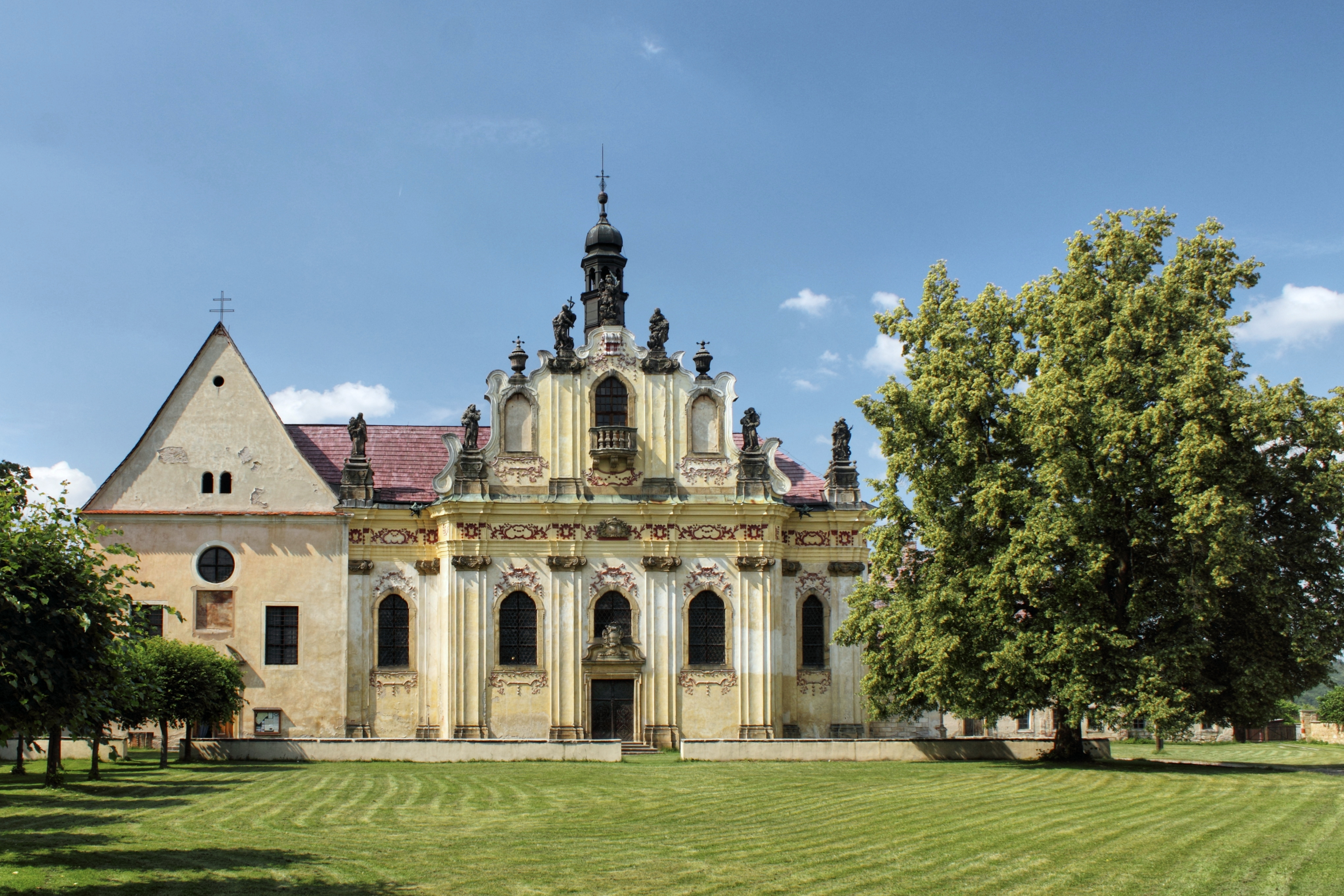
Kaple sv. Anny v kapucínském klášteře v Mnichově Hradišti, pohřebiště rodu Valdštejnů

Zemřel náhle v Praze v únoru 1722 ve věku 41 let. Poručnickou správou za nezletilé syny byla pověřena vdova Marie Markéta, k ruce jí byli stanoveni švagr Jan Josef z Valdštejna, zemský podkomoří Václav Arnošt Markvart z Hrádku a hrabě Karel Jáchym Breda. Nepřátelství mezi Janem Josefem a Marií Markétou staršího data se v této době vystupňovalo až do soudních sporů. Marie Markéta svěřený majetek v hodnotě dva a půl miliónu zlatých značně zadlužila, mimo jiné výstavbou honosné kaple sv. Anny v Mnichově Hradišti. Byla také hlavní donátorkou výstavby pražského kostela Panny Marie, nad jehož vstupem je umístěn alianční erb Valdštejnů a Černínů.